# Kleck
Kleck (biał. Клецк) – miasto na Białorusi, w obwodzie mińskim, siedziba rejonu kleckiego.
Miasto magnackie położone było w końcu XVIII wieku w powiecie nowogródzkim województwa nowogródzkiego.
Do 1945 w Polsce, w województwie nowogródzkim, w powiecie nieświeskim, siedziba gminy Kleck.
Kleck leży nad rzeką Łań.

## Kalendarium

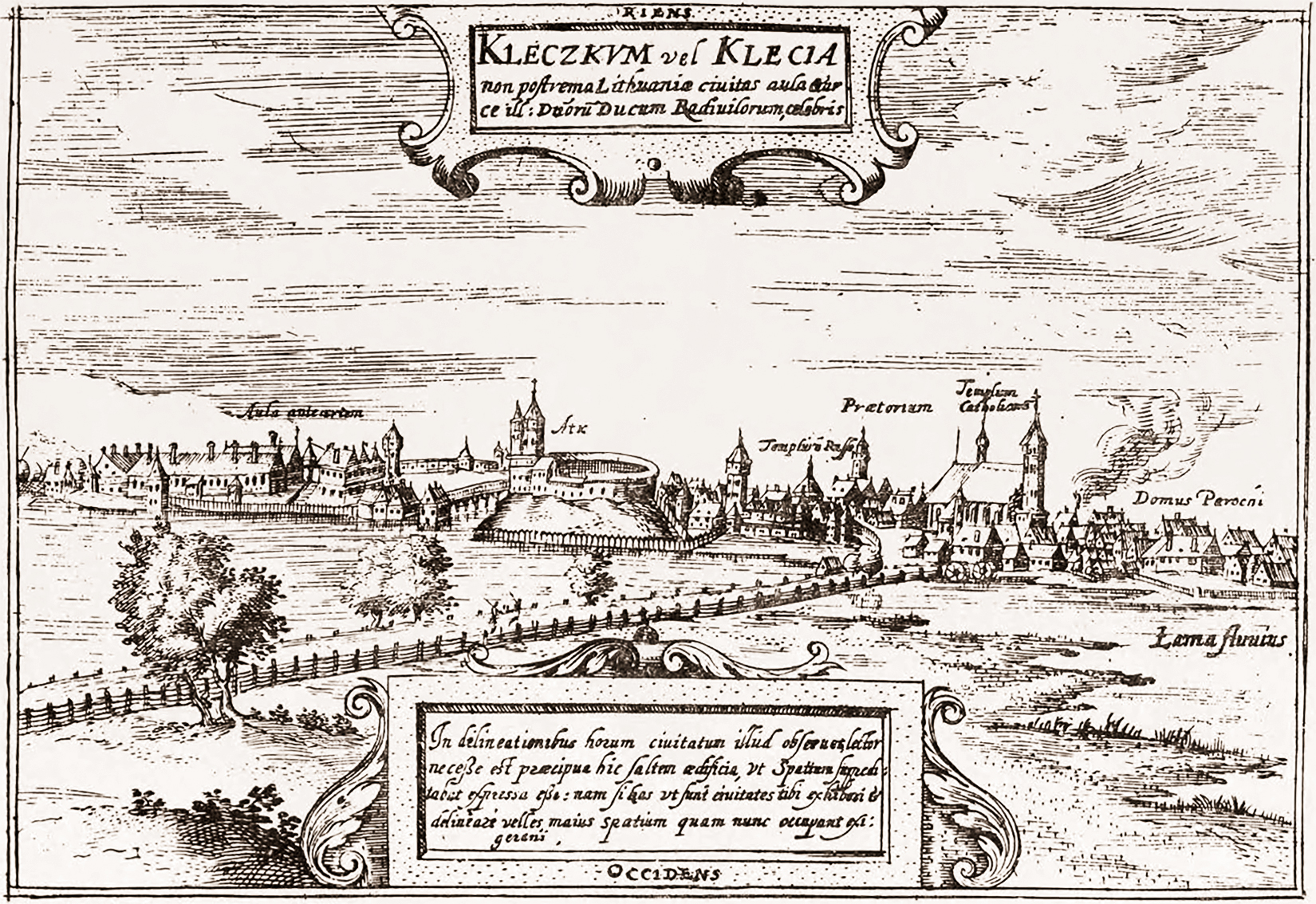
Kleck w XVII w. (Tomasz Makowski)

- Znany od X-XI w. pod nazwą Kleczesk (Клеческ, Кльчьск).
- 1127 r. – pierwsze historyczne wzmianki dotyczące miasta Klecka.
- W XI–XII w. – warowny ośrodek plemienny Dregowiczan, Krzywiczan.
- W XIV w. – włączony do Wielkiego Księstwa Litewskiego.
- W latach 1401–1407 wielki książę Witold za zgodą Władysława Jagiełły przekazał Kleck Zygmuntowi Kiejstutowiczowi i swemu bratankowi Romanowi.
- 1433 r. – w bitwie pod Kleckiem Zygmunt Kiejstutowicz pokonał wojska Świdrygiełły.
- 1442 r. – Kazimierz IV Jagiellończyk podarował Kleck jako udzielne księstwo w dożywotnie władanie Michałowi, synowi Zygmunta, a po jego śmierci dobra wracają do Korony.
- 1450 r. – powstał kościół parafialny pw. Trójcy Przenajświętszej ufundowany w przez Andrzeja Mostwiłowickiego, a dokończony w XVI w. przez królową Bonę.
- Od 1456 r. – księstwem kleckim władał zbiegły ruski kniaź Iwan Wasilewicz, a po nim Fedor Iwanowicz – jego syn.
- 1503 r. – najazd Tatarów krymskich pod wodzą sułtana Byty-Gereja na tereny Nowogródczyzny, spalenie miasta i zamku.
- 5 sierpnia 1506 – zwycięska bitwa pod Kleckiem wojsk polsko-litewskich kniazia Michała Glińskiego wspieranych przez polską jazdę raców wojewody poznańskiego Sędziwoja Czarnkowskiego nad Tatarami.
- 1519 r. – król Zygmunt I Stary nadaje dożywotnio Kleck swojej żonie, królowej Bonie Sforza d’Aragona.
- 1522 r. – królowa Bona sprowadza do Klecka Żydów i nadaje im przywilej arendowania karczm i pobierania myta na okres 3 lat.
- 1550 r. – Radziwiłł Czarny, protektor kalwinizmu na Litwie odbiera kościół pw. Trójcy Przenajświętszej katolikom i przekazuje go kalwinom. Osadza przy nim jako ministra słynnego z nauki i wymowy Szymona Budnego, a następnie Tomasza Falkowiusza Sokołowskiego.
- Od 1552 roku do co najmniej 1575 r. (data ostatniego inwentarza) była tam przeprowadzana reforma powłóczna.
- 1585 r. – Stanisław Radziwiłł pozbył się kalwinów i kościół ponownie przekazał katolikom. Osadził na probostwie uczonego kapłana Marcina z Klecka.
- 16 sierpnia 1586 – utworzenie ordynacji kleckiej w Grodnie trzech braci Radziwiłłów: Olbracht, Mikołaj-Krzysztof i Stanisław Albert, razem z nieświeską i ołycką, która została zatwierdzona przez Sejm w 1589 r.
- 1595 r. – podczas powstania S. Nalewajki w murach kleckiego zamku obradował zjazd szlachty województwa nowogródzkiego.
- 7 stycznia 1652 – Michał Karol Radziwiłł opatrzył kościół pw. Trójcy Przenajświętszej wieczystym funduszem.
- 27 sierpnia 1652 – miasto otrzymało od króla Polski Jana II Kazimierza Wazy przywilej lokacyjny na mocy prawa magdeburskiego i herb miejski.
- 1660 r. – podczas wojny z Rosją miasto najechały wojska pod dowództwem Iwana Chowańskiego, niszcząc zamek – siedzibę radziwiłłowskiej ordynacji.
- 1683 r. – powstaje barokowy kościół i klasztor dominikanów ufundowany przez księcia Stanisława Kazimierza Radziwiłła.
- Własność Radziwiłłów (1586–1874 ośrodek ordynacji).
- 18–19 kwietnia 1706 – miasto zajęli Szwedzi pod dowództwem króla Karola XII, którzy ponownie zniszczyli odbudowany zamek (ostatnia wzmianka o zamku kleckim).
- W latach 1706–1708 – Kleck najechały wojska rosyjskie pod wodzą kozackiego hetmana Iwana Mazepy i kniazia Szeremietiewa.
- Od 1793 r. – po II rozbiorze w zaborze rosyjskim.
- 1810 r. – pożar miasta, uszkodzony został kościół katolicki pw. Trójcy Przenajświętszej.
- 1832 r. – kasata klasztoru dominikanów po powstaniu listopadowym, a po powstaniu styczniowym kościół dominikanów zamieniono na cerkiew.
- 1901 r. – powstanie Towarzystwa Pożyczkowo-Oszczędnościowego powołanego przez E. Woyniłłowicza.
- 1904 r. – oddano do użytku szpital, którego fundatorem był Wojciech Radziwiłł.

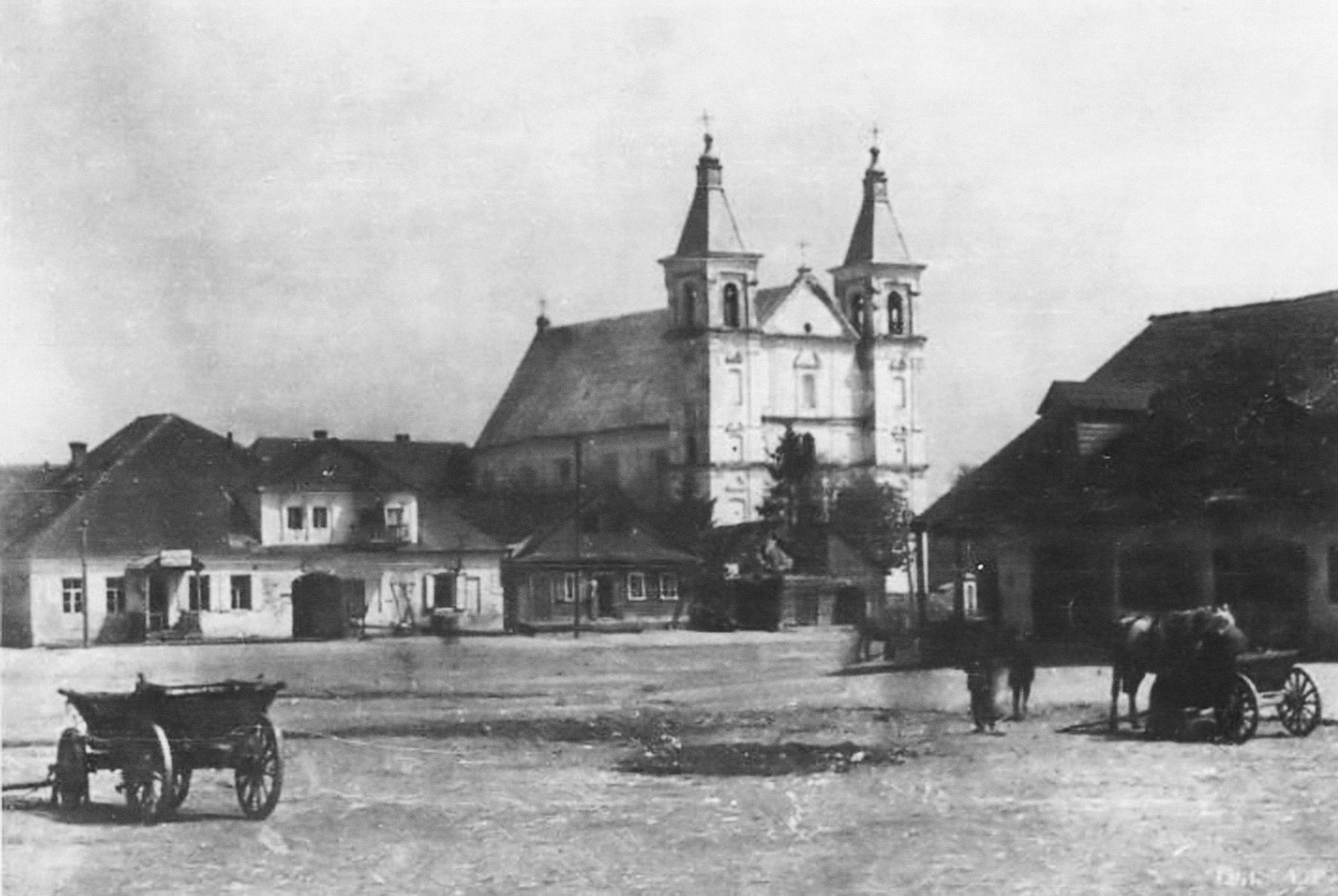
Rynek z kościołem dominikanów ok. 1929 r.

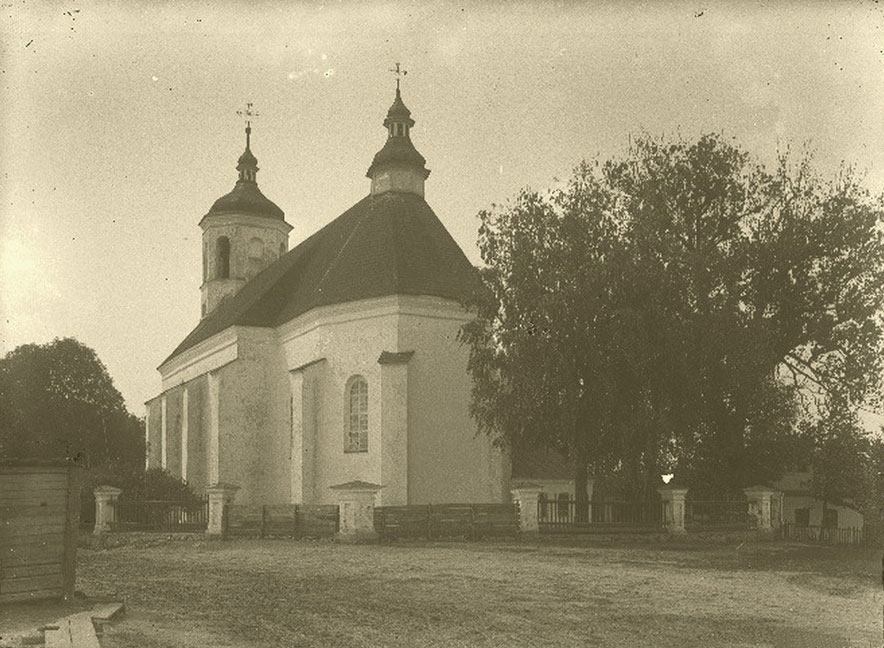
Kościół św. Trójcy w czasach II RP

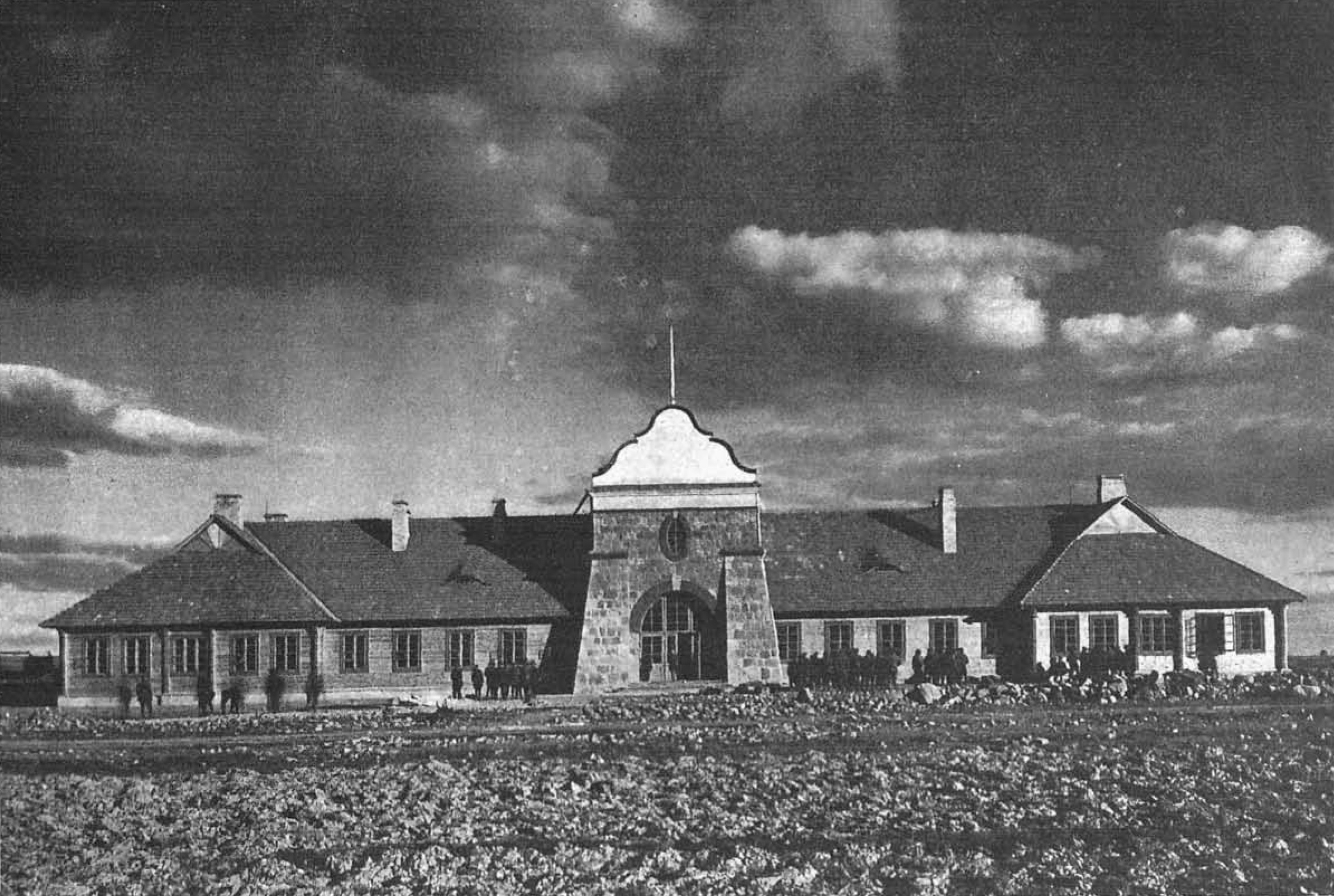
Koszary w Klecku w czasach II RP

- 20 kwietnia (3 maja) 1917 roku – po raz pierwszy możliwe było zorganizowane w mieście obchodów przyjęcia Konstytucji 3 maja[5]
- W okresie międzywojennym w Polsce.
- 6 sierpnia 1919 – zajęcie Klecka przez wojska polskie pod dowództwem gen. bryg. Adama Mokrzeckiego.
- 12 lutego 1920 r. – Wybory do Rady Miejskiej w Klecku (opublikowano w Dzienniku Urzędowym Zarządu Cywilnego Ziem Wschodnich nr 7 z dnia 31.01.1920)[6]
- 18 marca 1921 r. – w wyniku postanowień traktatu ryskiego Kleck powrócił do Polski.
- 30 września 1921 – w Klecku mieszkało 5671 osób, w tym: 4190 wyznania mojżeszowego, 937 prawosławnych, 342 katolików, 219 wyznania mahometańskiego, 1 ewangelik. Według narodowości: Żydów 4101, Białorusinów 1098, Polaków 448, innych narodowości 24[7].
- 1924–1925 – budowa koszar i budynków dowództwa 9 batalionu Korpusu Ochrony Pogranicza.
- 3 lipca 1927 roku w Klecku przeprowadzono wybory do Rady Miejskiej. Na burmistrza ponownie wybrano Bernowicza, wybrano 24 radnych w tym 3 Polaków (I. Sławińskiego – kierownika banku, M. Muszkata – lekarza, J. Czubińskiego – organistę), 1 Tatara (Ch. Jakubowskiego – rolnika, byłego urzędnika), 4 Białorusinów (Jakubionka – dyrektora Gimnazjum Białoruskiego w Klecku i 3 drobnych rolników), 16 Żydów (Długacza, lekarza, 8 kupców, 4 rzemieślników, 2 przemysłowców i 1 fotografa). Na podstawie „Życie Nowogródzkie” nr 11 z lipca 1927 r.
- 23 września 1929 r. – wizyta prezydenta Rzeczypospolitej Ignacego Mościckiego w koszarach batalionu KOP Kleck.
- 1930 r. Wybory do Rady Miasta Klecka : Ajzyk Kacew- handlowiec, Borys Długacz – lekarz dentysta, Muszkat Marian Lekarz, Icko Lejba Mildler – fotograf, Gerszon Lisser – handlowiec, Nachnon Ogólnik – handlowiec, Zelik Kapust – krawiec, Mowsza Frejdkies – handlowiec, Berko Manier – handlowiec, Wolf Turbowicz – robotnik, Chaim Lifszyc – handlowiec, Mowsza Domnic – handlowiec, Mowsza Nicberg – handlowiec, Mowsza gawsze – przemysłowiec, Jankiel Chajet – krawiec, Maksymlian Ebel – piekarz, Dawid Gabriel – pachciarz, Józef Słowiński – urzędnik, Adam Aleksandrowicz – rolnik, Jan Czybiński – organista, Pankretowicz – rolnik, Arseniusz Popowicz – rolnik, Jan Jarmoliński – szewc, Aleksander Sidorowicz – rolnik (Źródło: Gazeta „Slowo” nr 175, z dnia 02.08.1930 r. https://polona.pl/item/48232399/1/).
- 1932–1934 – komasacja 1200 ha gruntów położonych wokół miasta.
- Do lutego 1937 burmistrzem Klecka był ppłk Jan Kuroczycki, a jego następcą do 1939 był ppłk Witold Chmielewski.
- 17 czerwca 1937 – pożar miasta, spaleniu uległa znaczna część drewnianej zabudowy miejskiej oraz dach cerkwi (byłego kościoła dominikanów).
- 1939 r. – Kleck liczy ok. 4,5 tys. mieszkańców, w tym ok. 75% stanowią Żydzi.
- 17 września 1939 – walki batalionu KOP Kleck na granicy, zajęcie Klecka przez Armię Czerwoną na mocy tzw. Paktu Ribbentrop-Mołotow.
- 1939–1941 – pod okupacją sowiecką.
- 10 lutego 1940 – pierwsze wysiedlenia Polaków na Syberię.

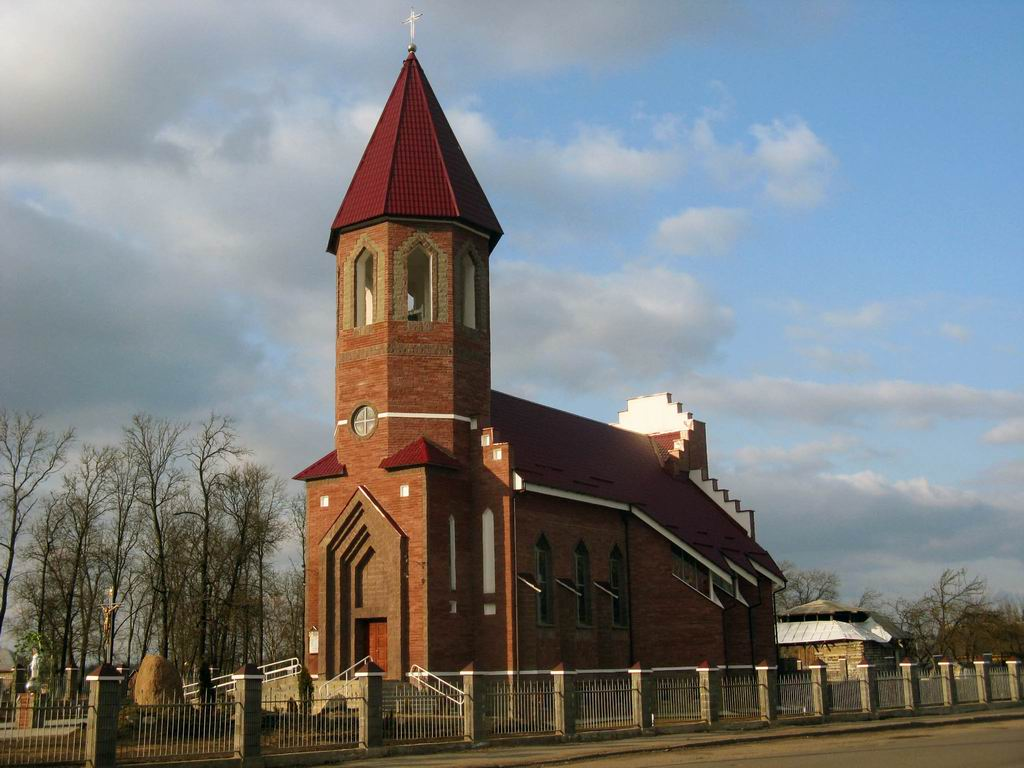
Nowy kościół św. Trójcy, wzniesiony w l. 2006-2012

- 1941–1944 – pod okupacją niemiecką.
- 27 czerwca 1941 – zajęcie miasta przez Niemców.
- 6 października 1941 – okupanci niemieccy rozstrzelali ok. 4 tys. Żydów.
- do 21 lipca 1942 – likwidacja getta w Klecku (ok. 2 tys. Żydów z Klecka i okolic).
- 4 lipca 1944 – wojska 1 Frontu Białoruskiego zajęły Kleck.
- 1945–1991 – w Białoruskiej Socjalistycznej Republice Radzieckiej.
- 1991 r. – Kleck miasto rejonowe w obwodzie mińskim Białorusi.
- 2006 r. – rozpoczęcie budowy nowego kościoła katolickiego pod wezwaniem Trójcy Świętej.
- 30 czerwca 2012 – konsekracja kościoła pod wezwaniem Trójcy Świętej.

## Zabytki
istniejące:
- Kościół dominikanów pw. Zwiastowania Najświętszej Marii Panny (obecnie cerkiew prawosławna Zmartwychwstania Chrystusa), barokowy fundacji księcia Stanisława Radziwiłła zbudowany w 1683 r. Jerzy i Klara Bułhakowie uposażyli roku 1685 zgromadzenie zakonne funduszem ziemnym, a książęta Sanguszkowie pieniężnym. Zamieniony na cerkiew w II poł. XIX w. Po II wojnie światowej nieczynny, był w nim warsztat mechaniczny. W 1994 r. pobieżnie wyremontowany i przekazany prawosławnym.
- Klasztor dominikanów razem z kościołem fundacji Radziwiłła. W 1693 roku Stanisław Kazimierz, książę Radziwiłł marszałek Wielkiego Księstwa Litewskiego, zrobił fundusz na klasztor, któremu zapisał 40.000 złotych polskich. Później posiadł folwark w Czarkowczyźnie, a do roku 1764 przybyło kapitału na 12.000 złotych polskich. Zakon skasowano w 1832 r. (inne źródła – 1843). Mieściła się w nim też od 1795 r. szkoła dla szlachciców. Obecnie w dawnym klasztorze mieści się internat.
- Cerkiew prawosławna pw. Opieki Matki Bożej, zbudowana w latach 1876–1879[8]
- Jesziwa Klecka(inne języki) z 1929 roku
- Strażnica KOP z lat 1924-1925 zbudowana według projektu Tadeusza Nowakowskiego. Pierwotny zespół zabudowań tworzyły: budynek dowództwa KOP, budynek koszar, działownia (betonowy schron na amunicję), stajnia dla 200 koni i magazyn paszy. W budynkach koszarowych znajdowały się: pokoje dla oficerów i podoficerów oraz żołnierzy, kuchnia, łaźnia, pralnia, warsztaty krawieckie i szewskie, warsztaty kowalskie i rusznikarskie, magazyny mundurowe i magazyny broni. Kierownikiem budowy z upoważnienia Ministerstwa Robót Publicznych był inż. arch. Zygmunt Wyganowski. Budynki posiadały oświetlenie elektryczne doprowadzone z Nieświeża, bieżącą wodę w koszarach zapewniała studnia głębinowa wyposażona w pompę.
- Szpital z 1909 r. fundacji Wojciecha Radziwiłła.
- Cmentarz katolicki

nieistniejące:
- Kościół parafialny pw. Trójcy Świętej ufundowany w 1450 r. przez Andrzeja Mostwiłowickiego, obywatela nowogródzkiego, a dokończony przez królową Bonę żonę Zygmunta Jagiellończyka. Dnia 7 stycznia 1652 r. Michał Karol Radziwiłł obdarował świątynię wieczystym funduszem. Kościół przetrwał czasy nawały szwedzkiej, reformację, pożar w 1810 roku i I wojnę światową. Został zburzony przez artylerię Armii Czerwonej w 1944 r. podczas zdobywania miasta. W latach 50. XX wieku pozostałości kościoła zostały rozebrane przez mieszkańców na cegłę. Do dziś ocalał fragment ściany dzwonnicy kościelnej.
- Zamek w Klecku
- Synagoga Wielka z 1796 roku
- Meczet w Klecku

## Osoby związane z Kleckiem
- Witold Chmielewski (1892–1940), burmistrz Klecka, podpułkownik piechoty Wojska Polskiego, kawaler Orderu Virtuti Militari, ofiara zbrodni katyńskiej
- Tytus Dymek (ur. 1 stycznia 1899, zm. 23 listopada 1970) – aktor, m.in. Młodość Chopina (1951)[9]
- Jerzy Gedymin (ur. 18 września 1925, zm. 24 czerwca 1993) – profesor filozofii Uniwersytetu w Susseksie w Wielkiej Brytanii
- Olgierd Jeleński – polski działacz społeczny, polityk i samorządowiec, senator RP III kadencji (1930–1935)